# Asplenium pellucidum
Asplenium pellucidum är en svartbräkenväxtart. Asplenium pellucidum ingår i släktet Asplenium och familjen Aspleniaceae.

## Underarter
Arten delas in i följande underarter:
- A. p. pellucidum
- A. p. pseudohorridum
- A. p. ponapense